# Pfeilblätter
Die Pfeilblätter oder Alokasien (Alocasia) sind eine Pflanzengattung in der Familie der Aronstabgewächse (Araceae). Einige Arten und Hybriden werden als Kohlenhydrate liefernde Pflanzen und Zierpflanzen genutzt.

## Beschreibung

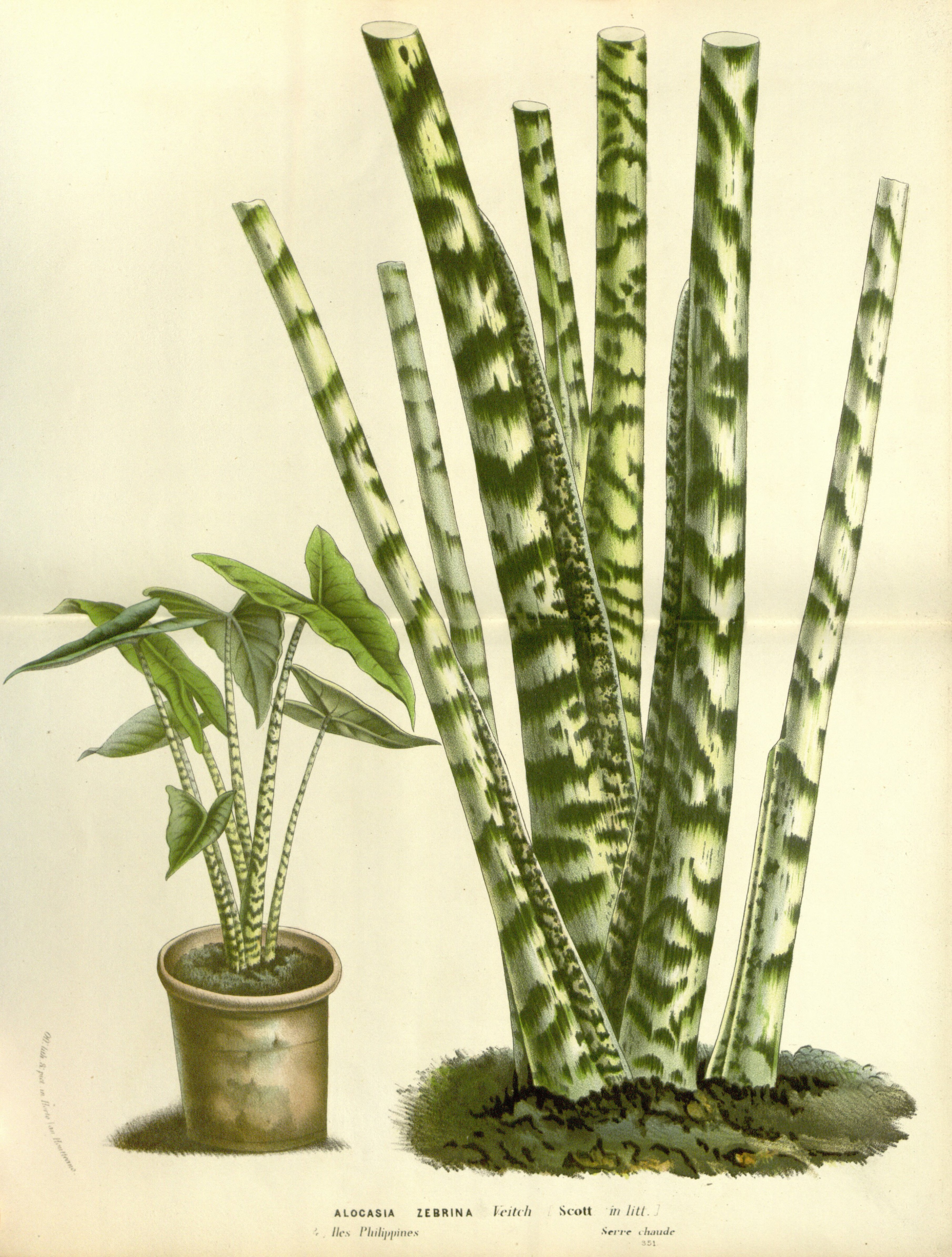
Illustration aus Flore des serres, Volume 15 von Alocasia zebrina

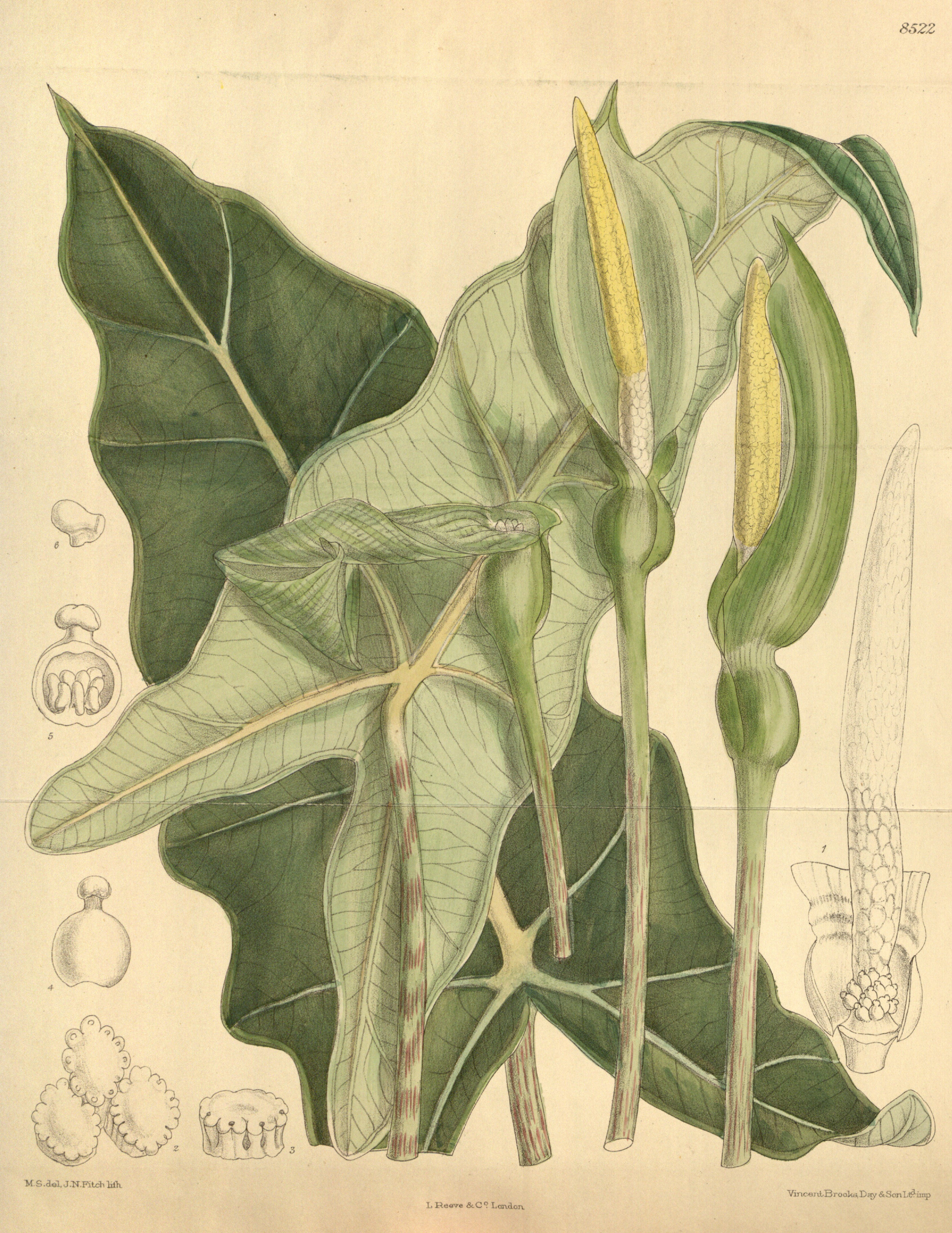
Illustration aus Curtis's Botanical Magazine, London. Volume 139 (= Series 4, Volume 9), Tafel 8522 des Elefantenohr-Pfeilblatt (Alocasia micholitziana)

### Vegetative Merkmale
Alocasia-Arten sind große immergrüne, ausdauernde krautige Pflanzen. Oft sind aufrechte Rhizome vorhanden und meist ist ein großer oberirdischer „Stamm“ vorhanden, an dem die Blätter spiralig angeordnet sind. Die einfachen Laubblätter sind gestielt. Die Blätter des Riesen-Taro (Alocasia macrorrhizos) gehören mit zu den größten nicht zusammengesetzten Blättern aller Pflanzen.

### Generative Merkmale
Die Alocasia-Arten sind einhäusig getrenntgeschlechtig (monözisch). Wie bei den Aronstabgewächsen üblich besteht der Blütenstand aus dem Blütenstandsschaft, einem Hochblatt (Spatha) und dem Kolben (Spadix). Im Kolben gibt es einen weiblichen, sterilen und männlichen Abschnitt.
Es werden Beeren gebildet.

## Systematik und Verbreitung

Verbreitungskarte der Gattung Alocasia

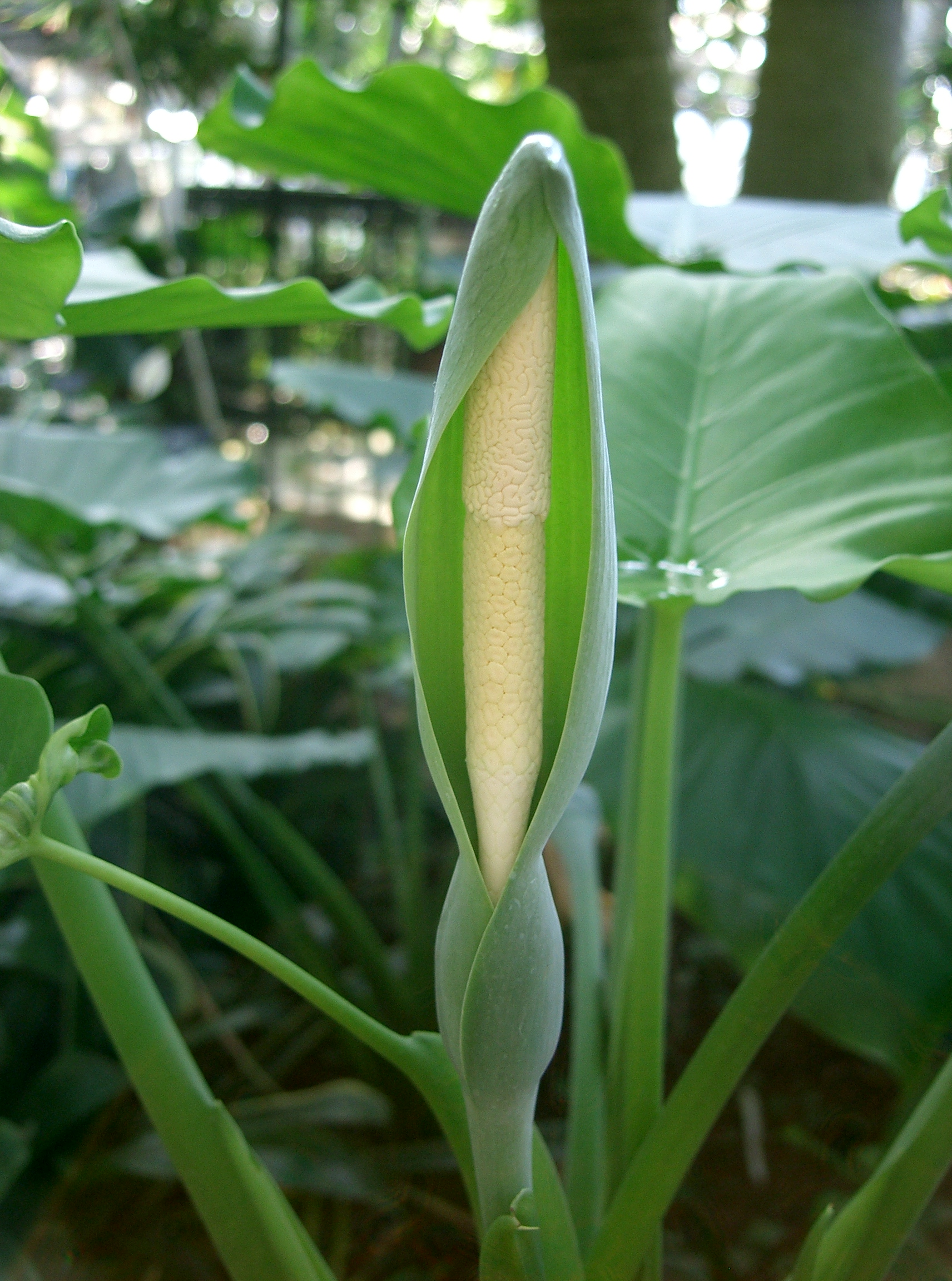
Blütenstand von Alocasia odora

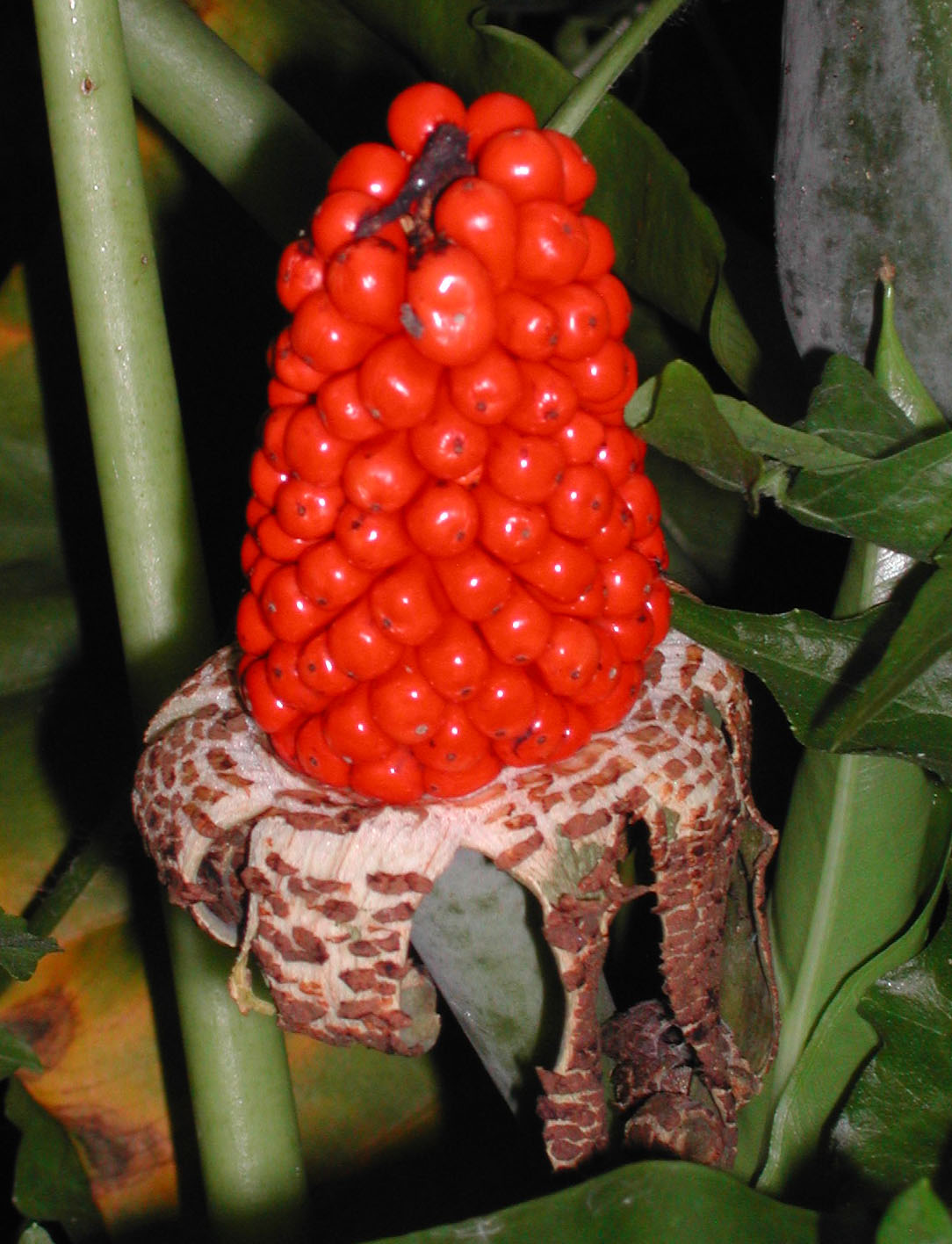
Fruchtstand mit reifen Beeren von Alocasia odora

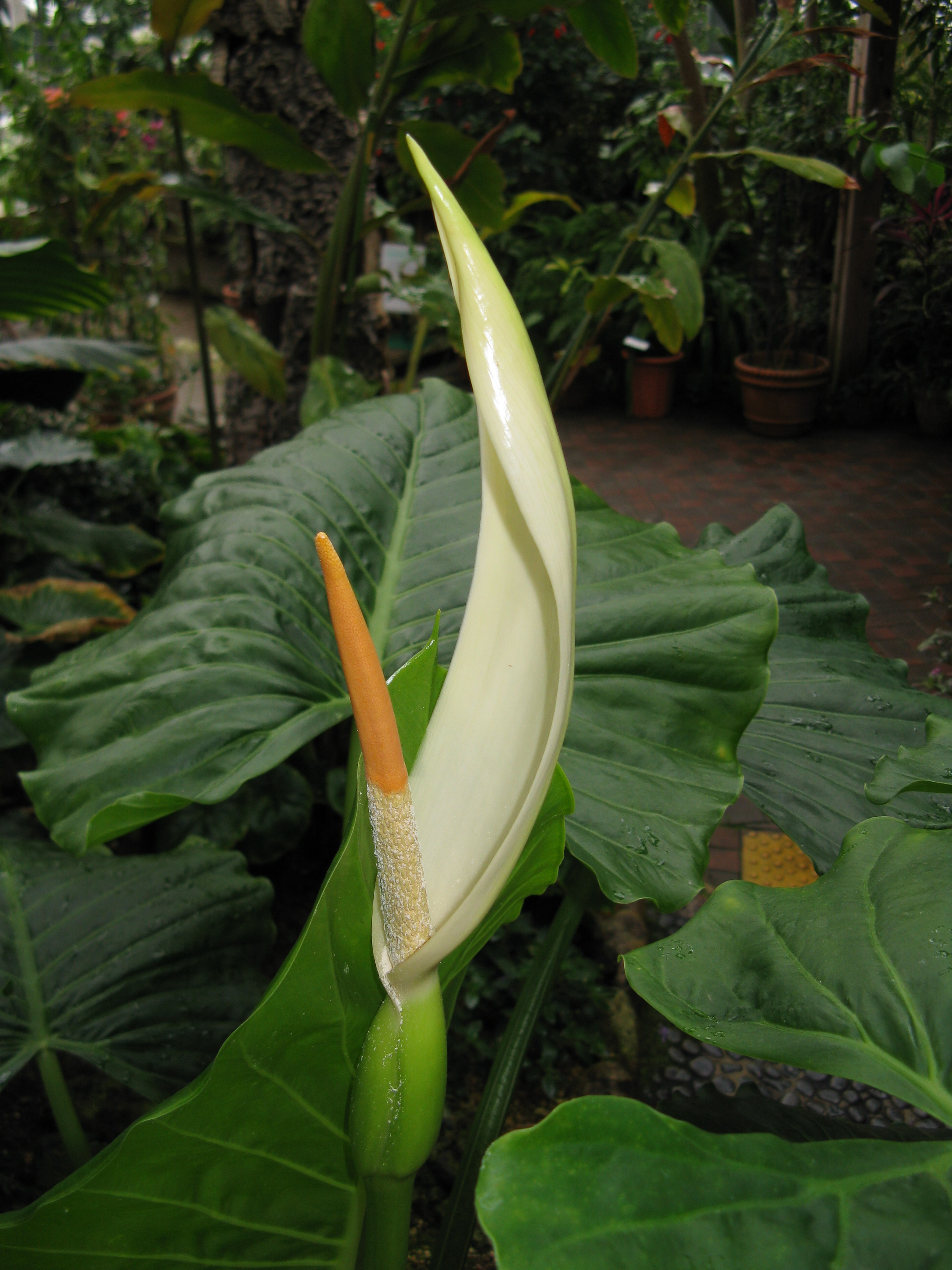
Blütenstand des Riesenblättrigen Pfeilblattes (Alocasia macrorrhizos)

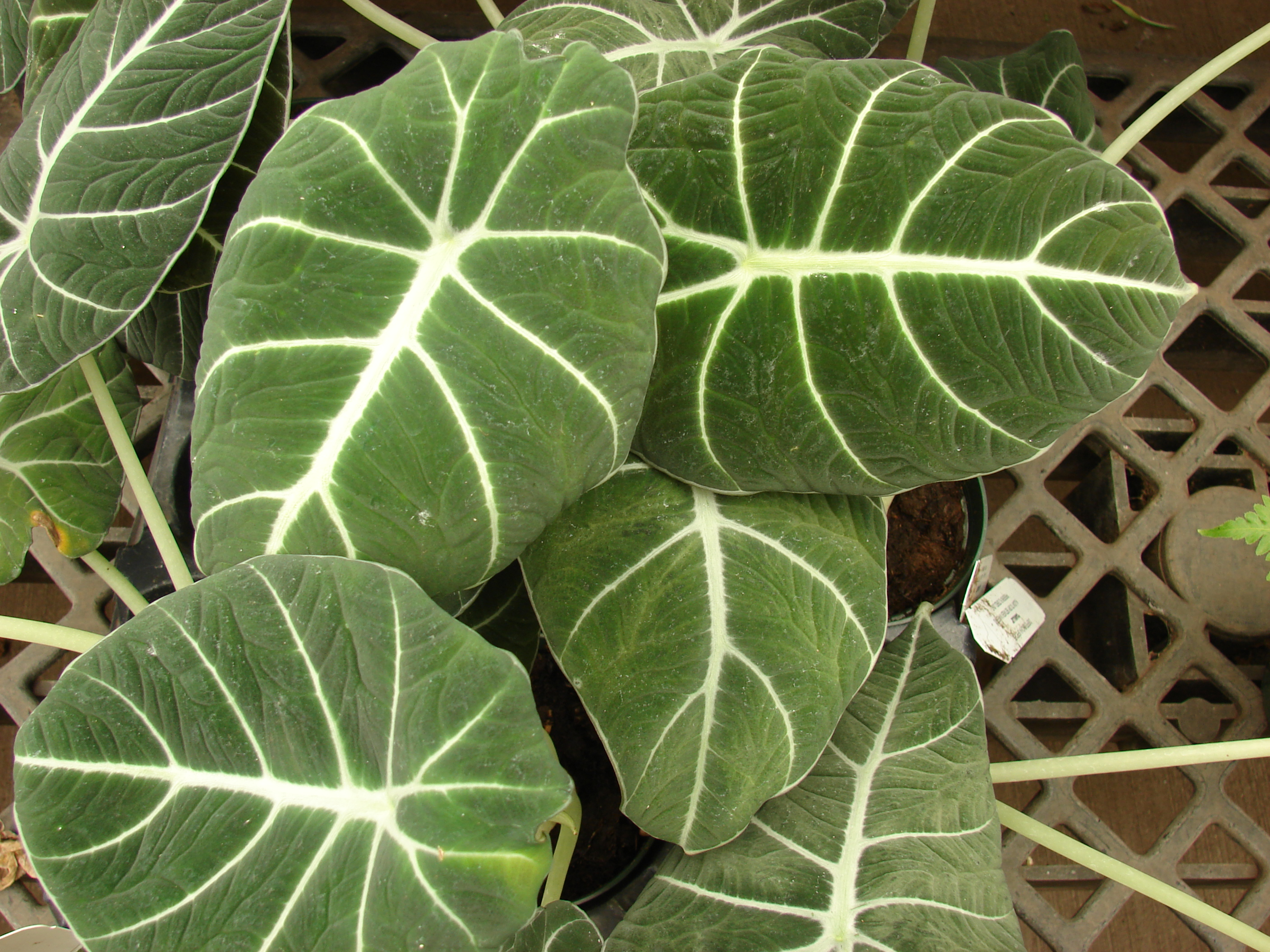
Laubblätter von Alocasia reginula

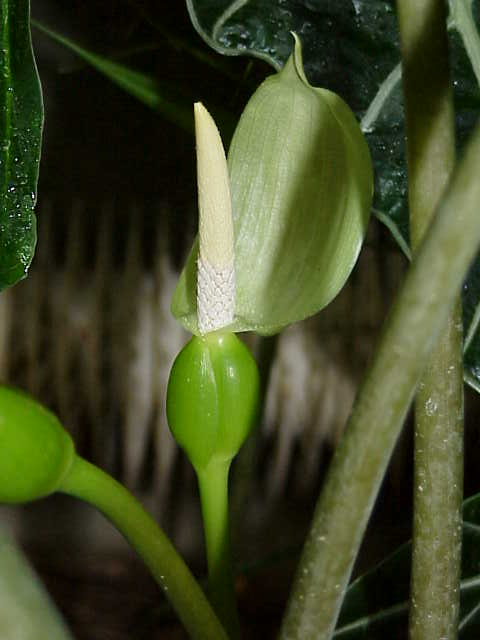
Blütenstand mit Hochblatt und Kolben von Sanders Pfeilblatt (Alocasia sanderiana), sie wird auch als Zimmerpflanze verwendet

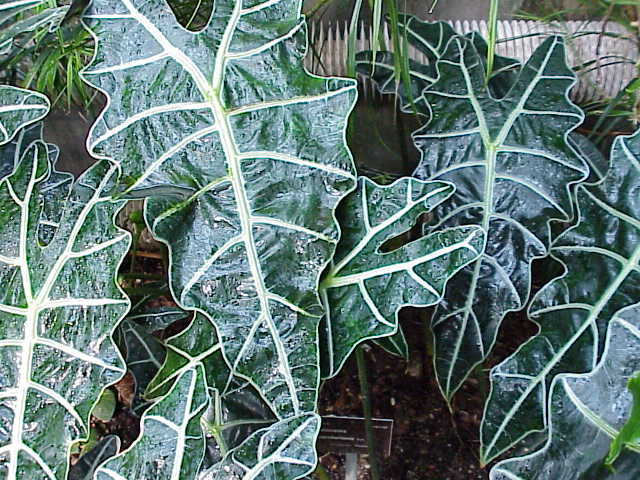
Die dekorativen Blätter von Sanders Pfeilblatt (Alocasia sanderiana), sie wird auch als Zimmerpflanze verwendet

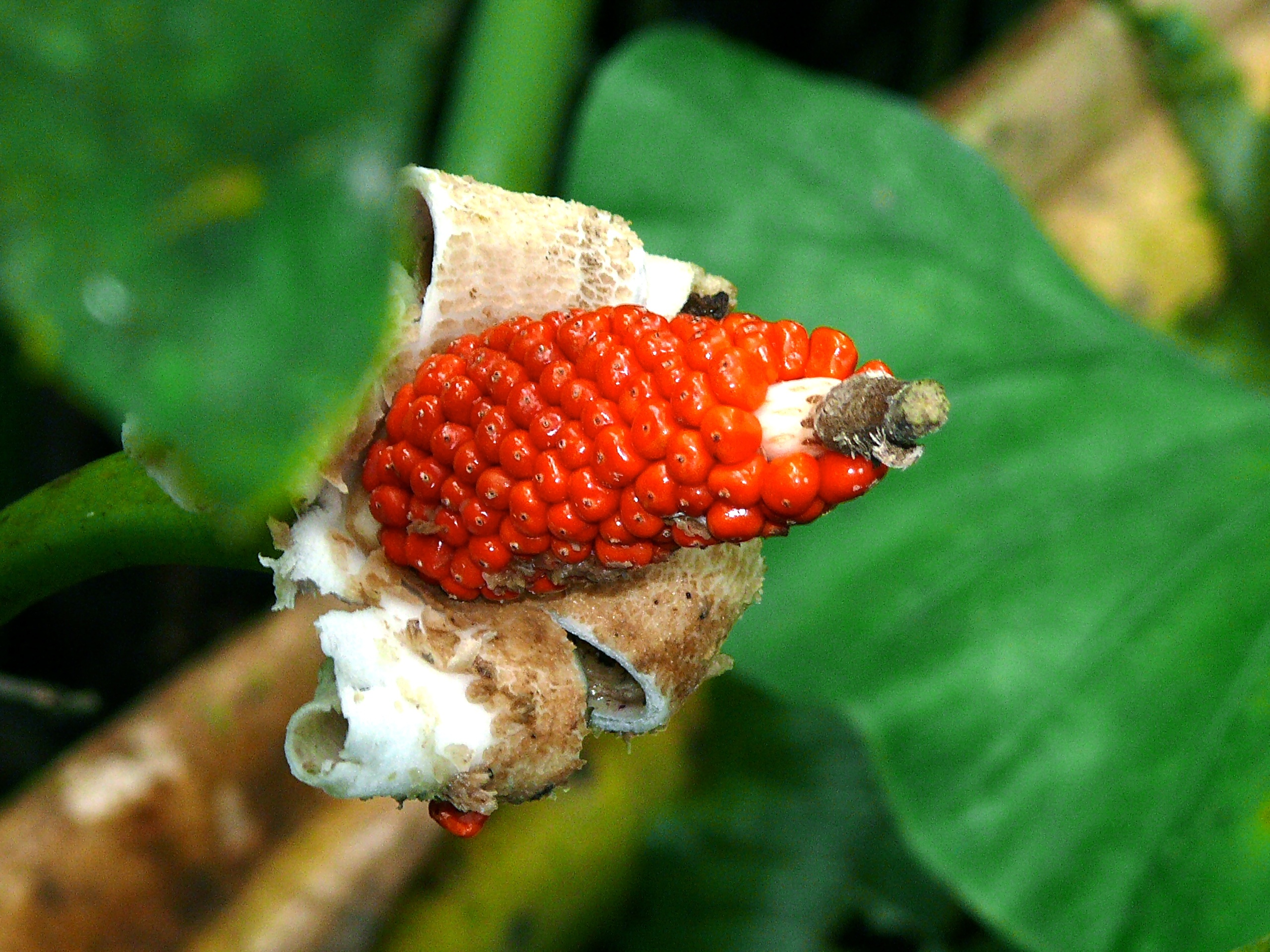
Fruchtstand mit reifen Beeren von Alocasia sarawakensis

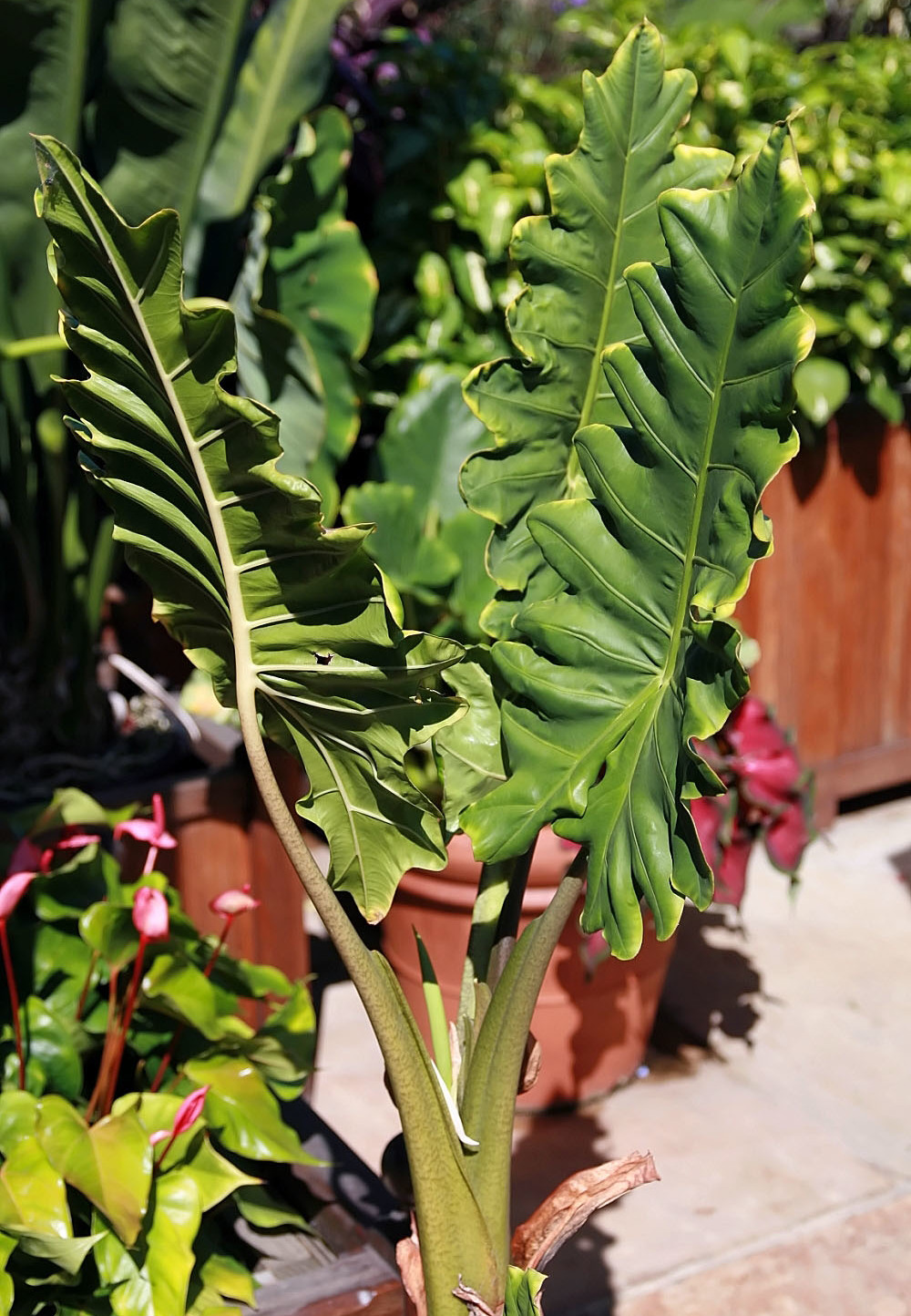
Gestielte Laubblätter von Alocasia reginula

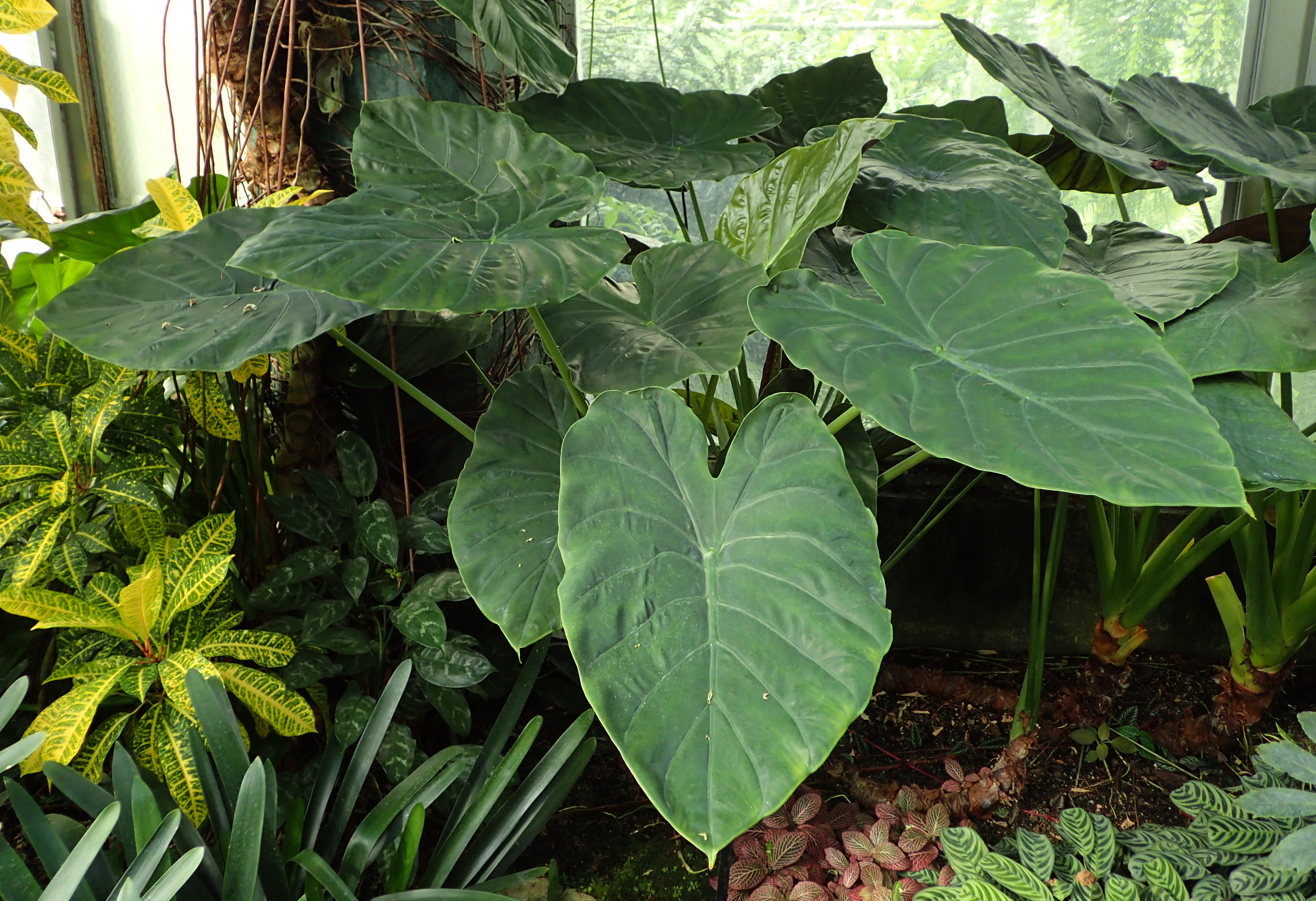
Habitus und Laubblätter von Alocasia wentii

1832 stellte Heinrich Wilhelm Schott die Sektion Colocasia sect. Alocasia im Werk von Schott und Endlicher: Meletemata Botanica, Seite 18 auf. Den Rang einer Gattung Alocasia erhielt sie 1839 durch George Don jr. in Hortus Britannicus, Seite 631. Typusart ist Alocasia cucullata (Lour.) G.Don. Synonyme für Alocasia (Schott) G.Don nom. cons sind: Ensolenanthe Schott, Panzhuyuia Z.Y.Zhu, Schizocasia Schott ex Engler, Xenophya Schott. Die Gattung Alocasia gehört zur Tribus Colocasieae in der Unterfamilie Aroideae innerhalb der Familie der Araceae.
Die Gattung Alocasia ist vom tropischen sowie subtropischen Asien über Malesien bis zum östlichen Australien verbreitet. In China gibt es acht Arten.
Es gibt 70 bis 84 Alocasia-Arten:
- Alocasia acuminata Schott: Sie ist vom nordöstlichen Indien, Bangladesch, Nepal, nördlichen Myanmar, nördlichen Laos, nördlichen Thailand bis zum südlichen Yunnan verbreitet; vielleicht kommt sie auch im nördlichen Vietnam vor.[4]
- Alocasia aequiloba N.E.Br.: Sie ist von Neuguinea bis zum Bismarck-Archipel verbreitet.[3]
- Alocasia alba Schott: Sie kommt von Sumatra bis zu den Kleinen Sundainseln vor.[3]
- Alocasia arifolia Hallier f.: Sie kommt nur in Sumatra vor.[3]
- Alocasia atropurpurea Engl.: Sie kommt auf den Philippinen und auf Nansei-Inseln vor.[3]
- Alocasia augustiana L.Linden & Rodigas: Sie kommt auf Neuguinea vor.[3]
- Alocasia azlanii K.M.Wong & P.C.Boyce: Sie wurde 2016 aus Brunei erstbeschrieben.[3]
- Alocasia baginda Kurniawan & P.C.Boyce: Sie wurde 2011 aus Kalimantan erstbeschrieben.
- Alocasia balgooyi A.Hay: Dieser Endemit kommt nur in Sulawesi vor.[3]
- Alocasia beccarii Engl.: Sie kommt nur im nordwestlichen Borneo vor.[3]
- Alocasia boa A.Hay: Sie kommt nur im westlichen Neuguinea vor.[3]
- Alocasia boyceana A.Hay: Sie kommt auf den Philippinen vor.[3]
- Alocasia brancifolia (Schott) A.Hay: Sie kommt auf Neuguinea und den Molukken vor.[3]
- Alocasia brisbanensis (F.M.Bailey) Domin: Sie kommt von Queensland bis New South Wales vor.
- Alocasia cadieri Chantrier: Sie kommt nur in Vietnam vor.[3]
- Alocasia celebica Engl. ex Koord.: Sie ist ein Endemit von Sulawesi.
- Alocasia chaii P.C.Boyce: Sie wurde 2007 aus Sarawak erstbeschrieben.[3]
- Alocasia clypeolata A.Hay: Dieser Endemit kommt nur auf Mindanao in den Philippinen vor.[3]
- Kupfer-Pfeilblatt[5]  (Alocasia cucullata (Lour.) G.Don): Es ist von Sri Lanka, vom indischen Khasi Hills und Bangladesch, über Sikkim, Nepal, Laos, Myanmar, Thailand, Vietnam und Taiwan bis zu den chinesischen Provinzen Fujian, Guangdong, Guangxi, Guizhou, Hainan, Sichuan sowie Yunnan verbreitet.[4]
- Alocasia culionensis Engl.: Sie kommt auf den Philippinen vor.[3]
- Metallisches Pfeilblatt[5] (Alocasia cuprea K.Koch): Dieser Endemit kommt nur in Sabah vor.[3]
- Alocasia decipiens Schott: Sie ist von Bangladesch bis Myanmar sowie den Andamanen und Nikobaren  verbreitet.[3]
- Alocasia decumbens Buchet: Sie kommt nur in Vietnam vor.[3]
- Alocasia devansayana (L.Linden & Rodigas) Engl.: Sie kommt nur in Papua-Neuguinea vor.[3]
- Alocasia fallax Schott: Sie ist vom östlichen Himalaja bis nach Bangladesch  verbreitet.[3]
- Alocasia farisii Zulhazman, Norziel. & P.C.Boyce: Sie wurde 2017 aus Malaysia erstbeschrieben.[3]
- Alocasia flabellifera A.Hay: Sie kommt nur in Papua-Neuguinea vor.[3]
- Alocasia flemingiana Yuzammi & A.Hay: Dieser Endemit kommt nur auf Java vor.[3]
- Alocasia fornicata (Roxb.) Schott: Sie kommt von Sri-Lanka bis Indien und Indochina verbreitet.[3]
- Alocasia gageana Engl. & K.Krause: Sie kommt nur im nördlichen Myanmar vor.[3]
- Alocasia grata Prain ex Engl. & Krause: Sie kommt nur im südlichen Myanmar vor.[3]
- Alocasia hainanica N.E.Br.: Sie kommt in Hainan und im nördlichen Vietnam vor.[4]
- Alocasia heterophylla (C.Presl) Merr.: Sie kommt auf den Philippinen vor.[3]
- Alocasia hollrungii Engl.: Sie ist von Papua-Neuguinea bis zum Bismarck-Archipel verbreitet.[3]
- Alocasia hypnosa J.T.Yin, Y.H.Wang & Z.F.Xu: Sie kommt nördlichen Laos, nördlichen Thailand und im südwestlichen Yunnan vor.[4]
- Alocasia hypoleuca P.C.Boyce: Sie wurde 2008 aus dem südöstlichen Thailand erstbeschrieben.[3]
- Alocasia infernalis P.C.Boyce: Sie wurde 2007 aus Sarawak erstbeschrieben.[3]
- Alocasia inornata Hallier f.: Sie ist von Malaysia bis Sumatra  verbreitet.[3]
- Alocasia jiewhoei V.D.Nguyen: Sie wurde 2010 aus Kambodscha erstbeschrieben.[3]
- Alocasia kerinciensis A.Hay: Sie kommt nur in Sumatra vor.[3]
- Alocasia lancifolia Engl.: Sie kommt auf Neuguinea vor.[3]
- Alocasia lauterbachiana (Engl.) A.Hay: Sie ist von Neuguinea bis zum Bismarck-Archipel verbreitet.[3]
- Alocasia lecomtei Engl.: Sie kommt in Vietnam vor.[3]
- Langes Pfeilblatt[5]  (Alocasia longiloba Miq.): Es ist in Kambodscha, Indonesien, Laos, Malaysia, südlichen Myanmar, Singapur, Thailand, Vietnam und in den chinesischen Provinzen Guangdong, Hainan sowie südlichen Yunnan verbreitet.[4]
- Riesenblättriges Pfeilblatt (Alocasia macrorrhizos (L.) G.Don): Es stammt ursprünglich aus dem tropischen Asien und wird pantropisch angebaut.[4]
- Alocasia maquilingensis Merr.: Sie kommt nur auf den Philippinen vor.[3]
- Alocasia megawatiae Yuzammi & A.Hay: Sie wurde 2003 aus Sulawesi erstbeschrieben.[3]
- Alocasia melo A.Hay, P.C.Boyce & K.M.Wong: Dieser Endemit kommt nur in Sabah vor.[3]
- Elefantenohr-Pfeilblatt[5] (Alocasia micholitziana Sander): Es ist ein Endemit der philippinischen Insel Luzon.[3]
- Alocasia miniuscula A.Hay: Dieser Endemit kommt nur in Sarawak vor.[3]
- Alocasia monticola A.Hay: Sie kommt auf Neuguinea vor.[3]
- Alocasia navicularis (K.Koch & C.D.Bouché) K.Koch & C.D.Bouché (Syn.: Colocasia navicularis K.Koch & C.D.Bouché): Sie ist in Assam, im nördlichen Bangladesch, nördlichen Laos, nördlichen Myanmar, Nepal, nördlichen Thailand, nördlichen Vietnam sowie südlichen Yunnan verbreitet.[4]
- Alocasia nebula A.Hay: Sie wurde 2000 aus Sarawak erstbeschrieben.[3]
- Alocasia nicolsonii A.Hay: Sie kommt nur in Neuguinea vor.[3]
- Alocasia nycteris Medecilo, G.C.Yao & Madulid: Sie wurde 2007 erstbeschrieben und kommt auf den Philippinen vor.[3]
- Alocasia odora (Lindl.) K.Koch: Sie ist in Assam, Bangladesch, Bhutan, Nepal, Myanmar, Thailand, Laos, Kambodscha, auf den Ryūkyū-Inseln, Taiwan und in den chinesischen Provinzen Fujian, Guangdong, Guangxi, Guizhou, Hainan, Hunan, Jiangxi, Sichuan sowie Yunnan verbreitet.[4]
- Alocasia pangeran A.Hay: Dieser Endemit kommt nur in Sabah vor.[3]
- Alocasia peltata M.Hotta: Sie kommt auf Borneo vor.[3]
- Alocasia perakensis Hemsl.: Sie ist von Thailand bis Malaysia verbreitet.[3]
- Alocasia portei Schott: Dieser Endemit kommt nur auf Luzon vor.[3]
- Alocasia princeps W.Bull: Sie kommt auf Borneo vor.[3]
- Alocasia principiculus A.Hay: Sie kommt auf Borneo vor.[3]
- Alocasia puber (Hassk.) Schott: Sie ist in Malaysia und Indonesien verbreitet.[3]
- Alocasia puteri A.Hay: Dieser Endemit kommt nur in Sabah vor.[3]
- Alocasia pyrospatha A.Hay: Sie kommt in Neuguinea vor.[3]
- Alocasia ramosii A.Hay: Sie kommt auf den Philippinen vor.[3]
- Alocasia reginae N.E.Br.: Sie kommt auf Borneo vor.[3]
- Alocasia reginula A.Hay: Sie kommt vermutlich auf Borneo vor.[3]
- Alocasia reversa N.E.Br.: Dieser Endemit kommt in Sarawak vor.[3]
- Alocasia ridleyi A.Hay: Dieser Endemit kommt in Sarawak vor.[3]
- Alocasia rivularis Luu, Nguyen-Phi & H.T.Van: Sie wurde 2017 aus Vietnam erstbeschrieben.[3]
- Alocasia robusta M.Hotta: Sie kommt auf Borneo vor.[3]
- Alocasia salarkhanii H.Ara & M.A.Hassan: Sie wurde 2018 aus Bangladesch erstbeschrieben.[3]
- Sanders Pfeilblatt[5]  (Alocasia sanderiana W.Bull): Sie kommt ursprünglich auf den Philippinen vor.[3]
- Alocasia sarawakensis M.Hotta: Sie kommt auf Borneo vor.[3]
- Alocasia scabriuscula N.E.Br.: Sie kommt auf Borneo vor.[3]
- Alocasia scalprum A.Hay: Sie kommt auf den Philippinen vor.[3]
- Alocasia simonsiana A.Hay: Sie kommt in Papua-Neuguinea vor.[3]
- Alocasia sinuata N.E.Br.: Sie kommt auf den Philippinen vor.[3]
- Alocasia suhirmaniana Yuzammi & A.Hay: Dieser Endemit kommt nur in Sulawesi vor.[3]
- Alocasia venusta A.Hay: Dieser Endemit kommt nur in Sarawak vor.[3]
- Alocasia vietnamensis V.D.Nguyen & de Kok: Sie kommt nur im zentralen Vietnam vor.[3]
- Alocasia wentii Engl. & K.Krause: Sie kommt in Neuguinea vor.[3]
- Alocasia wongii A.Hay: Dieser Endemit kommt nur in Sabah vor.[3]
- Alocasia zebrina Schott ex Van Houtte (Syn.: Alocasia liervalii Hérincq, Alocasia wenzelii Merr.): Sie kommt auf den Philippinen vor.[3]

Alle bekannten Hybriden sind künstliche Kreuzungen.

## Nutzung und Inhaltsstoffe
Als Nahrungsmittel genutzt wird der Riesen-Taro (Alocasia macrorrhizos).
Es werden vorwiegend die stärkehaltigen Knollen genutzt. Sie werden wie Kartoffeln gekocht. Sie enthalten viel Mineralien, Vitamin A, B und C.
Einige Arten und Sorten werden auch als Zierpflanzen in tropischen Parks und Gärten verwendet. Sanders Pfeilblatt (Alocasia sanderiana) wird als Zimmerpflanze verwendet.